# Os Mosqueteiros
Os Mosqueteiros (Les Mousquetaires) é um grupo comercial fundado em Bondoufle, França, especificamente no ano de 1969. O grupo opera em Portugal desde 1991, ano em que abriram o primeiro supermercado na cidade de Cantanhede. No país, o grupo detém as insígnias Intermarché, Roady e Bricomarché. No total, são cerca de 500 lojas.
Em 2017, abriram o primeiro hipermercado, In Hiper, situado em Lagos, Algarve.